# Xa lộ Liên tiểu bang 39
Xa lộ Liên tiểu bang 39 (tiếng Anh: Interstate 39 hay viết tắt là I-39) là một xa lộ liên tiểu bang tại Trung Tây Hoa Kỳ. I-39 chạy từ Xa lộ Liên tiểu bang 55 tại Normal, tiểu bang Illinois đến Xa lộ 29 tại Rothschild, Wisconsin, khoảng 6 dặm ở phía nam Wausau. I-39 được thiết kế để thay thế Quốc lộ Hoa Kỳ 51, một trong số các xa lộ 2-làn xe bận rộn nhất tại Hoa Kỳ vào đầu thập niên 1980.  I-39 được xây dựng trong thập niên 1980 và thập niên 1990.
Tại tiểu bang Illinois, xa lộ có tổng chiều dài là 140,82 dặm (226,63 km). Tại tiểu bang Wisconsin, I-39 có chiều dài 182 dặm (293 km). Trừ đoạn dài 8 dặm (13 km) quanh thành phố Portage, xa lộ liên tiểu bang này chạy trùng với ít nhất một xa lộ khác trong tiểu bang.  Từ tiểu bang Illinois đến Portage, I-39 chạy trùng với Xa lộ Liên tiểu bang 90.  Xa lộ Liên tiểu bang 94 nhập vào hai xa lộ này tại Madison cho đến Portage. Với chiều dài 29 dặm (47 km), đoạn trùng này là đoạn trùng ba xa lộ dài nhất tại Hoa Kỳ. Từ Portage đi hướng bắc, Quốc lộ Hoa Kỳ 51 được cắm biển chung với xa lộ liên tiểu bang và các lối ra dựa vào số dặm riêng của quốc lộ.

## Mô tả xa lộ
|           | dặm | km  |
| --------- | --- | --- |
| Illinois  | 141 | 227 |
| Wisconsin | 182 | 293 |
| Tổng số   | 323 | 520 |

### Illinois

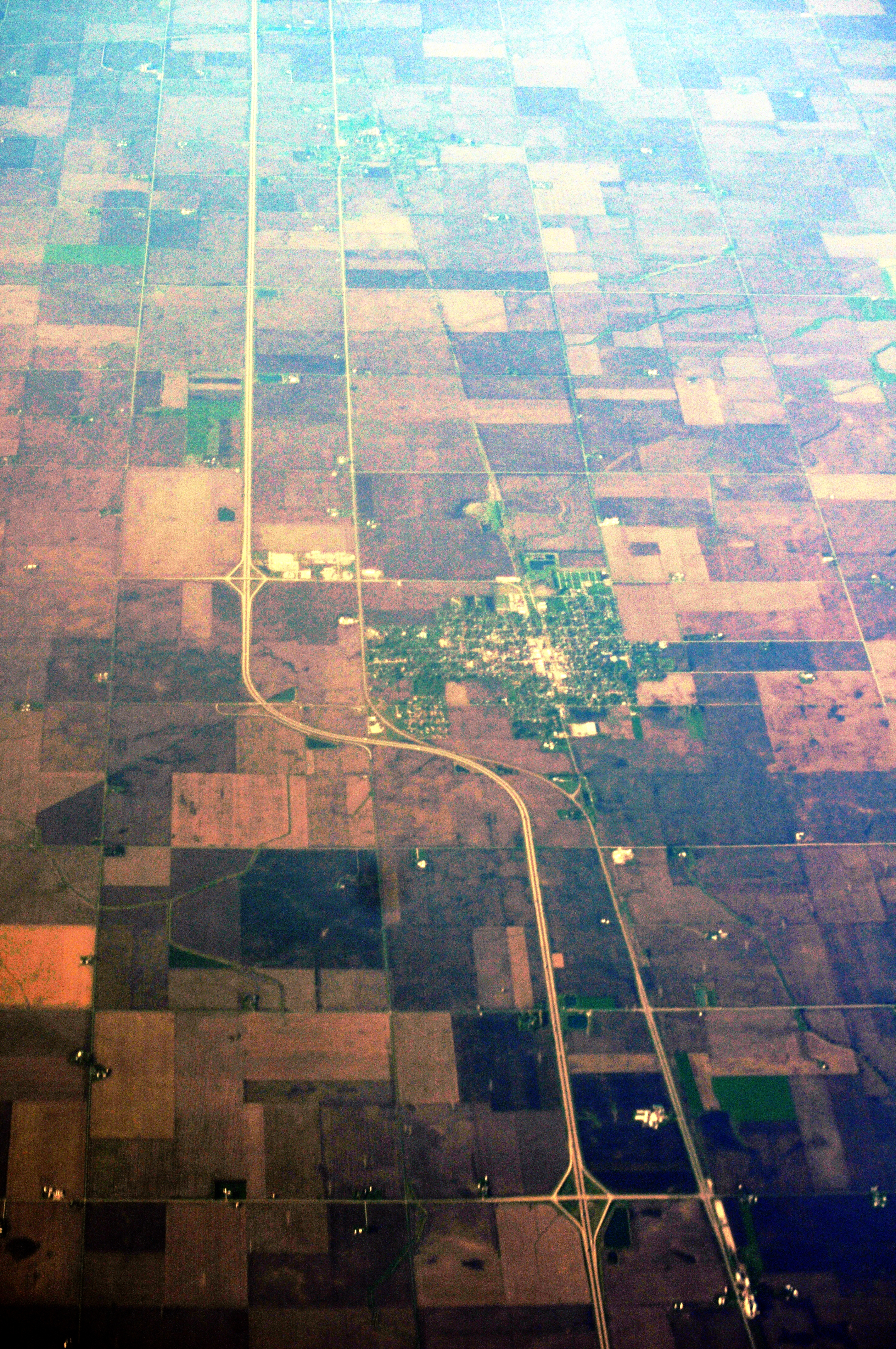
Không ảnh mô tả Xa lộ Liên tiểu bang 39 khi nó đi qua Minonk, Illinois.

Tại tiểu bang Illinois, I-39 bắt đầu từ Xa lộ Liên tiểu bang 55 ở phía bắc Bloomington-Normal, Illinois, khu vực nằm dọc cạnh bên Xa lộ Illinois 251. Nó chạy phần lớn theo hướng bắc qua các vùng nông thôn từ thành phố Normal. Khoảng 55 dặm (89 km) ở phía bắc thành phố, I-39 qua Sông Illinois bằng Cầu Tưởng niệm Abraham Lincoln dài 2.170,8 mét (1,3 mi). Ngay phía bắc Sông Illinois, I-39 chạy về phía tây của các thành phố LaSalle và Peru trước cắt ngang Xa lộ Liên tiểu bang 80. Phía bắc I-80, các tua bin gió của Nông trại gió Mendota Hills có thể nhìn thấy từ mốc dặm 72 tại Mendota đến phía bắc gần Paw Paw. Xa hơn về phía bắc, I-39 chạy dọc theo phía nam và đông Rockford, và trùng với Quốc lộ Hoa Kỳ 20.  Xa lộ Liên tiểu bang nhập vào Xa lộ thu phí Tưởng niệm Jane Addams và Xa lộ Liên tiểu bang 90 gần Cherry Valley. Quốc lộ Hoa Kỳ 51 rời I-39/90 tại South Beloit trong khi đó hai xa lộ trùng I-39/90 tiếp tục đi hướng bắc đến tiểu bang Wisconsin.
Ngoại trừ 1 dặm (2 km), tất cả đoạn đường mà Xa lộ Liên tiểu bang 39 đi qua tiểu bang Illinois đều chạy trùng với Quốc lộ Hoa Kỳ 51. Điểm đầu phía nam của I-39 nằm cách Xa lộ Liên tiểu bang 74 ít hơn 1 dặm (2 km) khi nó chạy quanh thành phố Normal.

### Wisconsin

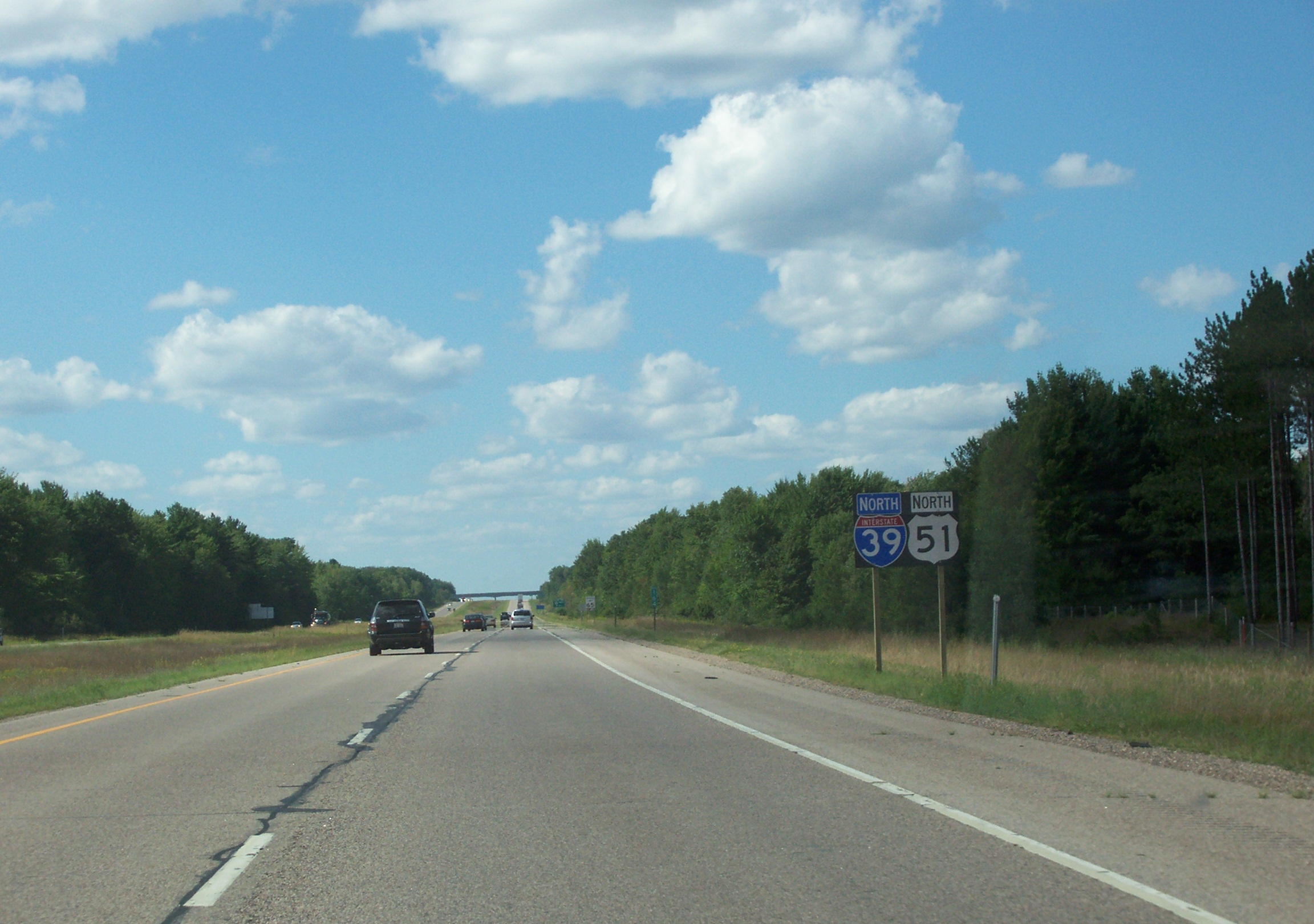
Xa lộ Liên tiểu bang 39 chạy dọc cùng với Quốc lộ Hoa Kỳ 51 tại miền bắc Wisconsin

I-39 đi vào tiểu bang Wisconsin từ tiểu bang Illinois cùng với Xa lộ Liên tiểu bang 90, đi tránh Beloit ở phía đông. Ở phía đông thị trấn này, xa lộ có một nút giao thông khác mức phục vụ các điểm đầu cho cả Xa lộ Wisconsin 81– đi hướng tây vào Beloit– và Xa lộ Liên tiểu bang 43 cung cấp lối đến thành phố Milwaukee. Đoạn trùng I-39/90 tiếp tục đi hướng bắc và nhận thêm Xa lộ Wisconsin 11 tại điểm khoảng 7 dặm (11 km) ở phía bắc nút giao thông lập thể. Xa lộ đi tránh Janesville ở phía đông trong khi đó các nhánh chuyển đường của Quốc lộ Hoa Kỳ 14 và WIS 26 có tạo lối đi đến thị trấn này. Xa lộ tiếp tục theo hướng chính là hướng bắc, qua Sông Rock trước khi có nút giao thông với Xa lộ Wisconsin 59 mà cung cấp lối đi đến Edgerton ở phía tây. Sau đó, xa lộ đi vào Quận Dane khi nó đi qua phía tây Hồ Koshkonong. Quốc lộ Hoa Kỳ 51 nhập vào I-39 và phục vụ như điểm đầu phía nam của WIS 73. US 51 rời xa lộ khoảng 4 mi (6 km) ở phía bắc, khoảng 7 mi (11 km) ở phía đông Stoughton. Xa lộ Liên tiểu bang sau cùng quay hướng tây quanh Utica.  Sau đó nó quay trở về hướng bắc và liên đổi đường với Quốc lộ Hoa Kỳ 12 và Quốc lộ Hoa Kỳ 18 tại thành phố Madison.  I-39 và I-90 đi tránh thành phố Madison ở phía đông.  I-94 nhập vào hai xa lộ trùng tại điểm đầu phía đông của Xa lộ Wisconsin 30. Khoảng 2 mi (3 km) ở phía bắc, xa lộ cắt ngang Quốc lộ Hoa Kỳ 151.
Xa lộ liên tiểu bang cắt ngang Xa lộ Wisconsin 60 tại một nút giao thông cách ranh giới quận khoảng 3 dặm (5 km) về phía bắc và ở phía tây Arlington.  Sau khi qua Sông Wisconsin, I-39 đi qua nút giao thông lập thể với Xa lộ Wisconsin 16 và quay hướng đông bắc đến nút giao thông với Quốc lộ Hoa Kỳ 51.  Quốc lộ nhập vào xa lộ liên tiểu bang và cả hai chạy theo hướng bắc, rồi rời vùng Portage.
Xa lộ Wisconsin 23 nhập vào I-39/US 51 chiều đi hướng bắc, cách ranh giới quận khoảng 4 miles (6 km).  Ba xa lộ cùng đi dọc theo Hồ Buffalo và đến thị trấn Packwaukee.  WIS 23 rời đoạn trùng gần Oxford trong khi đó I-39 theo lộ trình hướng bắc để đi qua Westfield. I-39/US 51 vào Quận Waushara, 6 dặm (10 km) về phía bắc của Westfield.  Khoảng 4 dặm ở phía bắc ranh giới quận, I-39 / US 51 giao cắt với Xa lộ Wisconsin 21 tại Coloma. Tại Quận Portage, I-39/US 51 đi thẳng theo hướng bắc.  I-39/US 51 đi qua hai nút giao thông khi đi qua Quận Portage: Lộ Casimir cách Stevens Point khoảng 4 dặm (6 km) về hướng tây bắc, và Quốc lộ Hoa Kỳ 10 cách Lộ Casimir 2 dặm (3 km) về hướng bắc.  Sau đó, xa lộ chạy song song với Sông Wisconsin khoảng 6 dặm (10 km) đến một nút giao thông nằm ở phía đông Hồ DuBay và cách ranh giới Quận Marathon khoảng 1 dặm (1.6 km) về phía nam.
Xa lộ Wisconsin 34 kết thúc tại nút giao thông với I-39/US 51 tại Knowlton khoảng 3 dặm (5 km) ở tây bắc lối vào xa lộ cao tốc nằm trong Quận Marathon.  Xa lộ cao tốc quay hướng bắc từ nút giao thông này. Xa lộ Wisconsin 153 cắt ngay xa lộ cao tốc khoảng 4 dặm xa hơn về phía bắc trong Mosinee.  Lộ Maple Ridge chạy cắt ngang xa lộ cao tốc khoảng 2 dặm sau đó khi xa lộ cao tốc quay hướng đông bắc vào Rothschild.  I-39 kết thúc tại nút giao thông lập thể với Xa lộ Wisconsin 29 ngay tây nam Wausau.